# Макдональд, Джордж (гребец)
Джордж Лесли (Лес) Макдональд (англ. George Leslie "Les" MacDonald; 5 октября 1906 или 5 октября 1907, Гамильтон, Онтарио — 25 сентября 1997, Nethy Bridge) — канадский гребной рулевой, выступавший за сборную Канады по академической гребле в 1930-х годах. Бронзовый призёр летних Олимпийских игр в Лос-Анджелесе, обладатель бронзовой медали Игр Британской империи в Гамильтоне, победитель многих региональных соревнований в составе гамильтонского лодочного клуба «Леандер».

## Биография
Джордж Макдональд родился 5 октября 1906 года в городе Гамильтон провинции Онтарио, Канада.
Занимался академической греблей в гамильтонском лодочном клубе «Леандер», в качестве рулевого неоднократно становился победителем и призёром различных соревнований регионального значения.
Первого серьёзного успеха на международном уровне добился в сезоне 1930 года, когда вошёл в основной состав канадской национальной сборной и выступил на домашних Играх Британской империи в Гамильтоне, где стал бронзовым призёром в восьмёрках — уступил здесь только экипажам из Англии и Новой Зеландии.
Наивысшего успеха как спортсмен добился в 1932 году, когда со своим клубом выиграл Королевскую канадскую регату Хенли и благодаря череде удачных выступлений удостоился права защищать честь страны на летних Олимпийских играх в Лос-Анджелесе. В программе распашных рулевых восьмёрок вместе с гребцами Эрлом Иствудом, Джозефом Харрисом, Стэнли Станьяром, Гарри Фраем, Седриком Лидделлом, Уильямом Тобурном, Дональдом Боалом и Альбертом Тейлором занял второе место в предварительном квалификационном заезде, уступив более четырёх секунд экипажу Соединённых Штатов, собранному из студентов Калифорнийского университета в Беркли, и не смог отобраться в финал напрямую. Тем не менее, в дополнительном отборочном заезде одержал убедительную победу, опередив команды из Германии и Японии — тем самым всё же вышел в финальную стадию соревнований. В решающем финальном заезде безоговорочными лидерами стали американцы и итальянцы, завоевавшие золотые и серебряные медали соответственно, тогда как канадцы в напряжённой борьбе за третье место всего на 0,4 секунды опередили титулованных гребцов из Великобритании, победителей нескольких последних Королевских регат Хенли. Джордж Макдональд, таким образом, вместе со своей командой стал обладателем бронзовой олимпийской медали.
После лос-анджелесской Олимпиады Макдональд ещё в течение четырёх лет оставался действующим спортсменом и вплоть до 1936 года продолжал неизменно выигрывать Королевскую канадскую регату Хенли. Кроме того, он выступил в восьмёрках на Олимпийских играх в Берлине — на сей раз попасть в число призёров не смог, остановившись уже на предварительном этапе.
Впоследствии работал в компании Ontario Hydro. Во время Второй мировой войны служил в Великобритании, где занимался обезвреживанием неразорвавшихся бомб, сброшенных немецкой авиацией.
В 1960-х годах занимал должность главного тренера в своём родном клубе «Леандер» в Гамильтоне. Проявил себя как игрок в боулз.
Умер 25 сентября 1997 года в поселении Нети-Бридж округа Хайленд, Шотландия, в возрасте 90 лет.